# أخيضر رمادي
أخيضر رمادي (الاسم العلمي:Vireo vicinior) (بالإنجليزية: Grey Vireo)‏ هو نوع من الطيور يتبع جنس الأخيضر من الفصيلة الأخيضرية.